# Zumento
Zumento (en euskera y oficialmente Zumentu) es una localidad del concejo de Baroja, que está situado en el municipio de Peñacerrada, en la provincia de Álava, País Vasco (España).

## Historia
A mediados del siglo XIX, el lugar, que ya por entonces formaba parte del ayuntamiento de Peñacerrada, contaba con una población de 12 habitantes. La localidad aparece descrita en el decimosexto y último volumen del Diccionario geográfico-estadístico-histórico de España y sus posesiones de Ultramar de Pascual Madoz de la siguiente manera:

ZUMENTO: l. del ayunt. de Peñacerrada en la prov. de Alava (á Vitoria 4 leg.), part. jud. de Laguardia (4), aud. terr. de Búrgos (25), c. g. de las Provincias Vascongadas, dióc. de Calahorra (14): sit. en la falda set. de una pequeña eminencia que hay al S.; clima saludable; reina el viento N., y se padecen afecciones catarrales. Tiene 3 casas; igl. parr. (San Juan Bautista) servida por un beneficiado, y una fuente para el abasto de la pobl. El térm. confina N. Treviño; E. Pipaon; S. Peñacerrada, y O. Losa; está poblado de arbolado con varios puntos. El terreno es de mediana calidad. Los caminos locales y medianos: el correo se recibe de Haro por el balijero de Peñacerrada. prod.: trigo, cebada y otros granos: cria de ganado mular, vacuno y lanar; caza de raposos, liebres, venados y garduñas. pobl.: 3 vec., 12 al. contr.: con su ayunt. (V.).
(Madoz, 1850, p. 678)

Décadas después, ya en el siglo XX, se describe de la siguiente manera en el tomo de la Geografía general del País Vasco-Navarro dedicado a Álava y escrito por Vicente Vera y López:

Zumento.—Lugar distante de Peñacerrada 4 kilómetros. Confina, por el N. y O., con el Condado de Treviño; al S., con Peñacerrada, y al E., con Faido. Tiene 9 casas; su población de hecho y derecho es de 19 almas. Tiene una iglesia dedicada á San Juan Bautista, pero depende de la parroquial de Baroja, distante medio kilómetro, y á cuya escuela acuden también los niños de Zumento. A principios del pasado siglo tenía cinco vecinos; aumentó su población antes de la primera guerra civil á 10, y poco después volvió á decaer, por lo poco productivas que son sus tierras de labor, enclavadas en terrenos muy escabrosos. Le pertenecen 50 hectáreas del monte comunal llamado la Dehesa, plantado de robles.
(Vera y López, 1915-1921, pp. 681-682)

## Etimología
El nombre de 'Zumento' deriva de Zumentio ("lugar de mimbredos", Zumen = "mimbre").[cita requerida]

## Demografía
| Gráfica de evolución demográfica de Zumento entre 2000 y 2017 |
|                                                               |
| Población de derecho según los censos de población del INE.   |